# Kokouvi Pedomey
Kokouvi Juvénal (Denu, 21 gennaio 1982) è un ex calciatore togolese, di ruolo portiere.

## Carriera

### Nazionale
Ha debuttato in Nazionale il 26 marzo 2011, in Malawi-Togo (1-0). Ha partecipato, con la Nazionale, alla Coppa d'Africa 2000. Ha collezionato in totale, con la maglia della Nazionale, due presenze e quattro reti subite.